# موريس كايل
موريس كايل (بالإنجليزية: Maurice Kyle) (وُلد في 8 نوفمبر 1937 وتوفي في 1981) كان لاعب كرة قدم إنجليزي سابق لعب لولاية أكسفورد، وولاية ساوثيند، وورشستر. خلال فترة وجوده في أكسفورد، لعب 275 مباراة في الدوري، وفي عام 1962 انضم إلى دوري الدرجة الأولى الإنجليزي.